# Ophidiaster easterensis
Ophidiaster easterensis is een zeester uit de familie Ophidiasteridae.
De wetenschappelijke naam van de soort werd in 1964 gepubliceerd door Ziesenhenne.